# Vendres
Vendres är en kommun i departementet Hérault i regionen Occitanien i södra Frankrike. Kommunen ligger i kantonen Béziers 4e Canton som tillhör arrondissementet Béziers. År 2022 hade Vendres 2 671 invånare.

## Befolkningsutveckling
Antalet invånare i kommunen Vendres
Referens:INSEE